# Bogdan Lalić
Bogdan Lalić (8. ožujka 1964.), hrvatski šahist, velemajstor i šahovski pisac.
Na hrvatskoj je nacionalnoj ljestvici od 1. ožujka 2012. godine jedanaesti po rezultatima, s 2499 bodova.
Po statistikama FIDE sa službenih internetskih stranica od 12. travnja 2012., 869. je igrač na ljestvici aktivnih šahista u Europi a 1101. na svijetu.
Naslov međunarodnog majstora nosi od 1985. godine, A 1988. je stekao velemajstorski naslov.
Najbolji rang na rejting listi FIDE ostvario je 1997. godine 67. mjestom na svijetu i rejtingom od 2600 bodova. Bio je suprug međunarodne majstorice Susan Lalic, prve engleske šahistice koja je stekla naslov međunarodne majstorice. S njom ima sina Petra Lalića, rođenog 1994. godine.
Velemajstor Lalić drži nesvakidašnji rekord od 155 uzastopnih službenih partija bez poraza, što je svjetski rekord. Postigao je to od rujna 2010. do listopada 2011.

## Knjige
- Bogdan Lalić. 1997. The Queen's Indian Defence. Everyman Chess. ISBN 9781857441574
- Bogdan Lalić. 1998. The Budapest Gambit. Batsford. ISBN 9780713484564
- Bogdan Lalić. 2000. Queen's Gambit Declined: Bg5 Systems. Everyman Chess. ISBN 9781857442403
- Bogdan Lalić. 2001. Classical Nimzo-Indian: The ever-popular 4. Qc2. Everyman Chess. ISBN 1857442628
- Bogdan Lalić. 2002. The Grunfeld for the Attacking Player. Batsford. ISBN 9780713481662
- Bogdan Lalić. 2003. The Marshall Attack. Everyman Chess. ISBN 9781857442441
- Bogdan Lalić, Vladimir Ohotnik, Carpathian Warrior (Caissa Hungary, 2005.)
- Bogdan Lalić, Vladimir Ohotnik, Carpathian Warrior 2 (Pandora Press, 2008.)